# نقل بروتوكول الإنترنت عبر الطيور

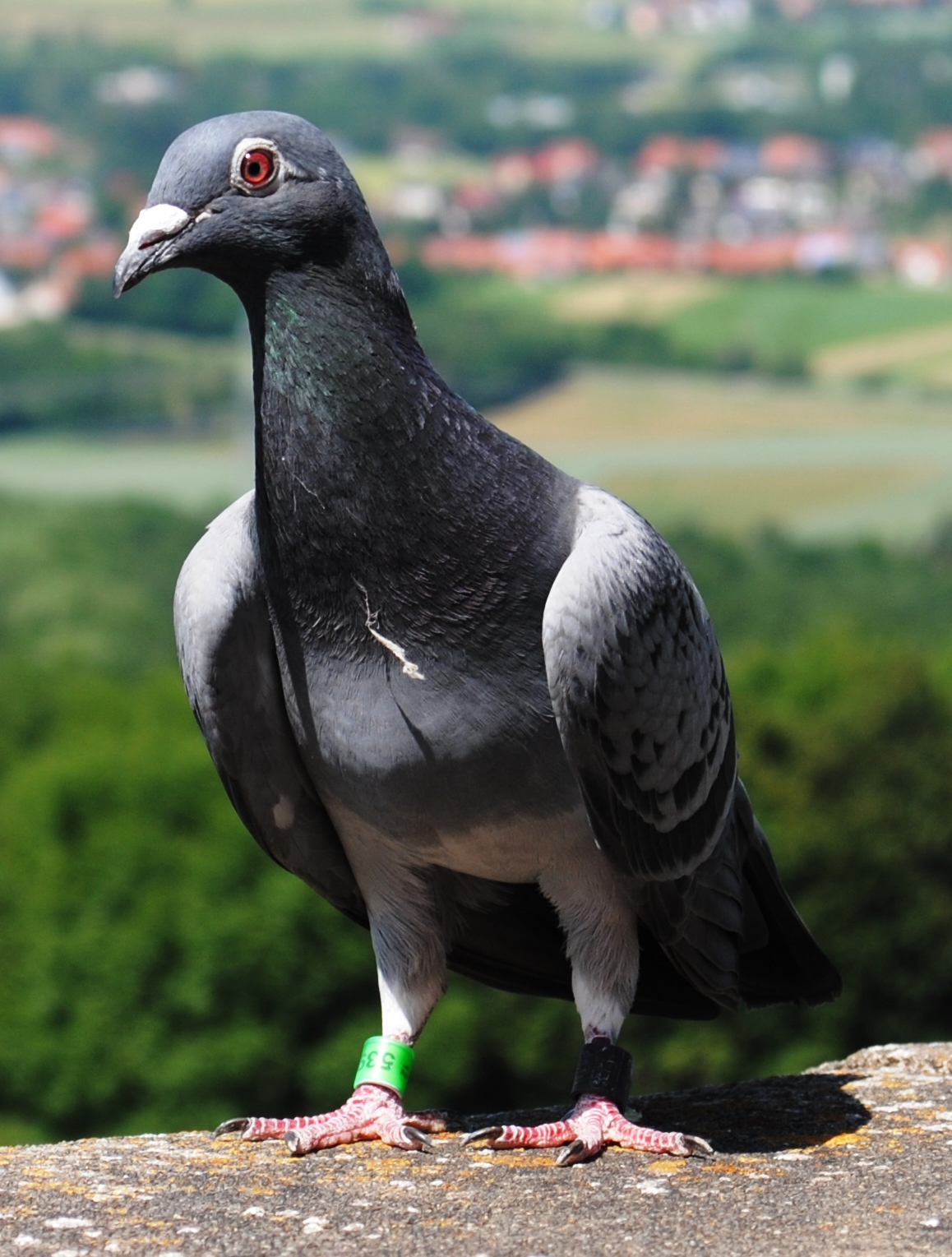
بموجب RFC 1149 ، يمكن أن يحمل الحمام الزاجل (نموذج في Scheßlitz) حركة مرور بروتوكول الإنترنت.

نقل بروتوكول الإنترنت عبر الطيور في شبكات الكمبيوتر، يعتبر نقل بروتوكول الإنترنت عبر الطيور اقتراحًا لنقل حركة مرور بروتوكول الإنترنت بواسطة الطيور مثل الحمام الزاجل. تم وصف  نقل بروتوكول الإنترنت عبر الطيور  في البداية في«طلب التعليقات»1149، وهو طلب للتعليقات صادر عن فريق هندسة الإنترنت، كتبه د. وايتزمان، وتم إصداره في 1 أبريل 1990.

## نبذة
بين ويتسمان تحسينا لبروتوكوله في«طلب التعليقات 2549» 1 أبريل 1999.كما  صدر لاحقا  في 1 أبريل 2011 بروتوكول الإنترنت 6214، وبعد 13 عامًا من إدخال بروتوكول الإنترنت (الإصدار السادس) قام براين كاربنتر وروبرت هيندين بنشر تعديل«طلب التعليقات 1149» لـ بروتوكولات الإنترنت النسخة السادسة.
تم تنفيذ  نقل بروتوكول الإنترنت عبر الطيور بنجاح، ولكن لتسعة حزم فقط من البيانات، مع نسبة 55٪ من فقدان الحزمة (بسبب خطأ المشغل)، وزمن استجابة يتراوح من 3000 ثانية (50 دقيقة) إلى أكثر من 6000 ثانية (≈1.77 ساعة). وبالتالي، فإن هذه التكنولوجيا تعاني من ضعف الاستجابة.ومع ذلك، بالنسبة لعمليات النقل الكبيرة، فإن الطيور الناقلة قادرة على إنتاجية عالية عند حمل أجهزة ذاكرة فلاش، مما يطبّق نقل البيانات عن طريق الساعي  بفعالية. وخلال السنوات العشرين الماضية، زادت كثافة المعلومات في وسائط التخزين وبالتالي سعة النطاق الترددي لطيور الناقلة  زادت 3 أضعاف سرعة سعة  النطاق الترددي للإنترنت.قد يحقق نقل بروتوكول الإنترنت عبر الطيور ذروات عرض النطاق الترددي بأعداد أكبر من الإنترنت عند استخدامه مع العديد من  الطيور الناقلة  في المناطق الريفية. على سبيل المثال، إذا تم منح 16 حمامة زاجلة  ثماني بطاقات SD سعة 512 جيجابايت لكل منها، واستغرق الأمر ساعة للوصول إلى وجهتها، فسيكون معدل نقل البيانات 145.6 جيجابيت / ثانية، باستثناء النقل من وإلى بطاقات. SD

## التنفيذ الواقعي
وفي 28 / أبريل 2001، نفذت مجموعة من مستخدمي برنامج "برغن لينكس" نقل بروتوكول الإنترنت عبر الطيور، تحت اسم "الحمامة الناقلة لبروتوكول الإنترنت. حيث أرسلوا تسع رزم على مسافة خمسة كيلومترات تقريباً (ثلاثة أميال)، كل منها يحمله حمامة فردية ويحتوي على أمر واحدة من  (طلب ICMP Echo)، كما تلقوا أربعة ردود.
تم ذكر هذا التطبيق الواقعي من قبل النائبة الفرنسية مارتين بيلارد في الجمعية الوطنية الفرنسية، خلال المناقشات حول هادوبي. ولوحظ التنفيذ في أغنية «أصوات الورق» لستيف سافيتسكي.

## المخاطر
في ديسمبر 2005، تم انتقاد تقرير جارتنر عن إنفلونزا الطيور الذي قاد إلى أن «الجائحة لن تؤثر على أنظمة تكنولوجيا المعلومات بشكل مباشر» ولإهمالها في تحليلها النظر في«طلب التعليقات 1149 وطلب التعليقات 2549».
تشمل المخاطر المعروفة للبروتوكول على:
- طلب تعليقات 2549: تتعرض ناقلات الطيور للهجوم من قبل الطيور الجارحة«. كان من المعروف حدوث تمحفظ غير مقصود في الصقور، حيث يكون فك الكبسولة فوضويًا والحزم مشوهة.»
- طلب تعليقات 1149: نسف الناقلات عن مسارها «أي انه في حين لم يتم تحديد البث، يمكن أن تتسبب العواصف في فقد البيانات.»
- طلب تعليقات6214 : عدم وجود ناقلات محلية قابلة للحياة.  ففي بعض المواقع، مثل نيوزيلندا، تكون نسبة كبيرة من شركات النقل قادرة فقط على تنفيذ قفزات قصيرة، وفقط في الأوقات التي يكون فيها مستوى انبعاث الفوتون في الخلفية منخفضًا للغاية". ويصف هذا طبيعة [[طير الكيوي الساهر والعاجز الطيران.
- فقدان توافر الأنواع، مثل انقراض الحمام الزاجل.
- طلب تعليقات 6214: اصابة الطير الناقل بالمرض. «هناك خطر معروف للإصابة بفيروس H5N1».
- طلب تعليقات 6214: طبولوجيا الشبكة المدعومة لاتصالات البث المتعدد محدودة بقدرات التوجيه لناقلات. حيث أثبتت [الناقلات] أنها لا تملك موهبة في عمليات الإرسال المتعدد، وفي الواقع تدخل حلقة توجيه كلما حاولت الإرسال المتعدد. "

## طرق أخرى لنقل البيانات عبر الطيور
يستخدم مصورو التجديف بالفعل الحمام كوسيله لنقل الصور الرقمية على وسائط الفلاش من الكاميرا إلى منظم الرحلات. لمسافة تزيد عن 30 ميلاً، قد تكون الحمامة الواحدة قادرًة على حمل عشرات الجيجابايت من البيانات في حوالي ساعة، والتي تقارن بشكل إيجابي على أساس متوسط النطاق الترددي للغاية بمعايير ADSL الحالية، حتى عند حساب محركات الأقراص المفقودة.
في 12 مارس 2004، أرسل يوسي فاردي وآمي بن باسات وجاي فاردي 3 حمامات زاجلة من مسافة 100 كيلومتر (62 ميل)، يحمل كل منها 20-22 بطاقة ذاكرة صغيرة (قرص على رقاقة من (MSystems  تحتوي على 1.3 جيجابايت، بإجمالي 4 جيجابايت من البيانات، محققة سرعة نقل فعالة تبلغ 2.27 ميجابت في الثانية. كان الغرض من الاختبار هو قياس وتأكيد التحسن على «طلب التعليقات2549». نظرًا لأن المطورين استخدموا ذاكرة فلاش بدلاً من الملاحظات الورقية كما هو محدد في «طلب التعليقات2549»، فقد تم انتقاد التجربة بشكل كبير كمثال يخالف فيه التنفيذ الأمثل معيارًا رسميًا.
في 9 سبتمبر 2009 وبالاستيحاء  من «طلب التعليقات2549»، قرر فريق التسويق لشركة The Unlimited ، وهي شركة إقليمية في جنوب إفريقيا، استضافة «سباق حمام» بين الحمام الأليف «وينستون» وشركة الاتصالات المحلية.Telkom SA كان السباق هو إرسال 4 جيجابايت من البيانات من Howick إلى Hillcrest ، على بعد 60 كيلومترًا (37 ميل) تقريبًا. حمل الحمام بطاقة مايكروSD  ونافس شركة. Telkom ADSL فاز وينستون على Telkom ADSL  بإجمالي وقت قدره ساعتان وست دقائق و 57 ثانية من تحميل البيانات على بطاقة مايكرو  SD حتى اكتمال التنزيل من البطاقة. في حين انتصار Winston ، كان نقل ADSL أقل بقليل من 4٪.
في نوفمبر 2009، كرر البرنامج الكوميدي الأسترالي / البرنامج التلفزيوني للشؤون الجارية Hungry Beast هذه التجربة.  حيث قبل فريق Hungry Beast التحدي بعد جلسة برلمانية حيث انتقدت الحكومة في ذلك الوقت المعارضة لعدم دعمها لاستثمارات الاتصالات السلكية واللاسلكية قائلة انه إذا كان للمعارضة طريقها فان الأستراليين يقومون بنقل البيانات فوق. قرأ فريق Hungry Beast عن تجربة جنوب أفريقيا وتوقع أنه  كدولة غربية متقدمة ستتمتع أستراليا بسرعه أعلى. قادة  التجربة الفريق لنقل ملف بحجم 700 ميجابايت عبر ثلاث طرق للتسليم وذلك لتحديد الأسرع بينهم. تكونت من حمامة تحمل بطاقة مايكروSD ، وسيارة تحمل  USB Stick و Telstra (أكبر مزود اتصالات في أستراليا (التي استخدمت خط الإنترنت.كان من المقرر نقل البيانات من تارانا  في ريف نيو ساوث ويلز إلى ضاحية بر وسبكت في غرب سيدني، نيو ساوث ويلز، مسافة 132 كيلومترًا (82 ميل) عن طريق البر. في منتصف السباق تقريبًا، انقطع الاتصال بالإنترنت بشكل غير متوقع وكان لا بد من إعادة تشغيل النقل. فاز الحمام بالسباق بزمن حوالي ساعة و 5 دقائق، وجاءت السيارة في المرتبة الثانية بزمن ساعتين و 10 دقائق في حين  لم ينته النقل عبر الإنترنت، بعد أن انسحب مرة أخرى ولم يعد. كان الوقت المقدر لاكتمال التحميل في وقت ما يصل إلى 9 ساعات، ولم يقل وقت التحميل المقدر في أي وقت عن 4 ساعات.
في سبتمبر 2010، تم إجراء «سباق حمام» مماثل من قبل المدون التقني (trefor.net)  و  (ISP Timico CTO Trefor Davies) مع المزارع ميشيل برومفيلد في ريف يوركشاير بإنجلترا  و ذلك لتقديم فيديو مدته خمس دقائق لمراسل بي بي سي على بعد 75 ميلاً في سكيغنيس.تم تجهيز حمامة (تحمل بطاقة ذاكرة بها فيديو عالي الدقة 300 ميجا بايت لديفيز وهو يقص شعره) في مقابل التحميل على موقع يوتيوب عبر النطاق العريض البريطاني للاتصالات ثم تم إطلاق الحمامة في الساعة 11.05 صباحًا ووصل إلى الوجهة بعد ساعة وخمسة عشر دقيقة بينما كان التحميل لا يزال غير مكتمل، بعد أن فشل مرة واحدة في هذه الأثناء.

## روابط خارجية
- "Carrier Pigeons Bringing Extraband into Prisons" ، Bruce Schneier ، www.schneier.com (blog)، 27 حزيران (يونيو) 2008
- الإنترنت المدعوم من الحمام ، ستيفن شانكلاند، سي نت نيوز، 4 مايو 2001
- «وينستون الحمام الزاجل يرسم تغريدات دعم» ، ذا ميل أند جارديان، 10 سبتمبر 2009
- «اللامحدود»
- Pigeon يحمل حزم بيانات أسرع من Telkom ، 10 سبتمبر 2009، M&G
- لعبة RFC1149